# Boltzmann-Statistik

Verhältnis der Wahrscheinlichkeiten für zwei nichtentartete Zustände in Abhängigkeit von der Temperatur gemäß der Boltzmann-Statistik, für verschiedene Energiedifferenzen

Die Boltzmann-Statistik der Thermodynamik (auch Boltzmann-Verteilung oder Gibbs-Boltzmann-Verteilung, nach Josiah Willard Gibbs und Ludwig Boltzmann) gibt die Wahrscheinlichkeit an, ein gegebenes physikalisches System in einem bestimmten Zustand anzutreffen, wenn es mit einem Wärmebad im thermischen Gleichgewicht steht. Diese Wahrscheinlichkeit ist durch
{\displaystyle p={\frac {1}{Z}}\mathrm {e} ^{-E/k_{\mathrm {B} }T}}
gegeben. Darin ist {\displaystyle E} die Energie des Zustands, {\displaystyle k_{\mathrm {B} }} die Boltzmann-Konstante, {\displaystyle T} die thermodynamische Temperatur und {\displaystyle Z} eine Normierungskonstante, die so zu bestimmen ist, dass die Summe aller Wahrscheinlichkeiten {\displaystyle p} den Wert 1 erreicht, wobei die Summe über alle möglichen Zustände des Systems läuft:
{\displaystyle Z=\sum _{\text{Mikrozustände i}}\mathrm {e} ^{-E_{i}/k_{\mathrm {B} }T}}
{\displaystyle Z} ist bei gegebenem System eine Funktion der Temperatur und heißt in der statistischen Physik kanonische Zustandssumme. Die Summe läuft über alle Mikrozustände des Systems. Die Zustandssumme kann äquivalent auch durch Summation über die verschiedenen möglichen Energiezustände ausgedrückt werden:
{\displaystyle Z=\sum _{\text{E}}\Omega (E)\mathrm {e} ^{-E/k_{\mathrm {B} }T}}
wobei dann die Entartung {\displaystyle \Omega (E)} der Energiezustände berücksichtigt werden muss (d. h. die Information, wie viele Mikrozustände zu dem Energiezustand gezählt werden).
Von zentraler Bedeutung in der Boltzmann-Statistik ist der Boltzmann-Faktor {\displaystyle \mathrm {e} ^{-E/k_{\mathrm {B} }T}}. Er hängt nur von der Energie {\displaystyle E} des betrachteten Zustands und von der absoluten Temperatur {\displaystyle T} ab, nicht von der Art und Größe des Systems. Diese drücken sich nur in der Summe {\displaystyle Z} der Boltzmann-Faktoren aller Zustände des Systems aus. Alle thermodynamischen Eigenschaften des Systems lassen sich aus {\displaystyle Z} berechnen.
Die systematische Herleitung der Boltzmann-Statistik erfolgt in der statistischen Physik. Dabei repräsentiert das ans Wärmebad gekoppelte System ein kanonisches Ensemble.
Ist die Wahrscheinlichkeit nicht für einen bestimmten Zustand zu ermitteln, sondern dafür, dass das System eine bestimmte Energie hat, muss der Boltzmann-Faktor mit der Zahl der Zustände zu dieser Energie multipliziert werden (siehe Entartungsgrad und Zustandsdichte). In der Quantenstatistik identischer Teilchen treten an die Stelle der Boltzmann-Statistik je nach Teilchenart die Fermi-Dirac-Statistik oder die Bose-Einstein-Statistik. Beide lassen sich aus der Boltzmann-Statistik ableiten und gehen bei kleinen Besetzungswahrscheinlichkeiten in diese über.
Mathematisch ist die Boltzmann-Verteilung eine univariate diskrete Verteilung einer unendlichen Menge. Auf ihr basiert zum Beispiel das künstliche neuronale Netz der Boltzmann-Maschine.

## Bedeutung

### Allgemein
Die Boltzmann-Statistik gilt als eine der wichtigsten Formeln der statistischen Physik. Das beruht zum einen darauf, dass dieselbe einfache Formel gleichermaßen für alle Arten und Größen von Systemen gilt, zum anderen darauf, dass bei Systemen mit vielen gleichen Teilchen mit der durch die Boltzmann-Statistik gegebenen Wahrscheinlichkeit der Besetzung eines bestimmten Einteilchenzustands auch gleich die tatsächliche mittlere Häufigkeitsverteilung der Teilchen auf ihre verschiedenen möglichen Zustände angegeben ist.

### Anwendungsbeispiele
Barometrische Höhenformel
Die potentielle Energie eines Gasmoleküls der Luft mit Masse {\displaystyle m} in der Höhe {\displaystyle h} ist {\displaystyle E=mgh}. Die Häufigkeitsverteilung der Moleküle in Abhängigkeit Höhe ist proportional zu
{\displaystyle W(h)\sim \mathrm {e} ^{-{\frac {mgh}{k_{\text{B}}T}}}}.
Arrhenius-Gleichung
Für den Beginn einer chemischen Reaktion zwischen zwei Molekülen müssen diese mindestens die zu dieser Reaktion gehörige Aktivierungsenergie {\displaystyle E_{\mathrm {A} }} besitzen. Die Geschwindigkeitskonstante der makroskopischen chemischen Reaktion ist daher proportional zu
{\displaystyle W(E_{\text{A}})\sim \mathrm {e} ^{-{\frac {E_{\text{A}}}{RT}}}}.
Dampfdruckkurve
Der Übergang eines Moleküls von der Flüssigkeit in die Gasphase erfordert eine Mindestenergie, die auf die Stoffmenge bezogen durch die molare Verdampfungsenthalpie {\displaystyle Q_{d}} ausgedrückt wird. Der Sättigungsdampfdruck ist daher proportional zu
{\displaystyle W(Q_{d})\sim \mathrm {e} ^{-{\frac {Q_{d}}{k_{\text{B}}T}}}}.

## Herleitung

### Statistische Physik
Gegeben seien {\displaystyle s} Zustände oder Phasenraumzellen mit Energien {\displaystyle E_{1},\;E_{2},\;\ldots ,\;E_{s}}, und ein System mit einer Anzahl {\displaystyle N} darin verteilter Teilchen und einer Gesamtenergie {\displaystyle E}. Die Besetzungszahlen {\displaystyle \{n_{i}\}=n_{1},\;n_{2},\;\ldots ,\;n_{s}} der einzelnen Zustände bilden eine Folge, die zwei Nebenbedingungen erfüllt:
{\displaystyle \sum _{i=1}^{s}n_{i}=N}
{\displaystyle \sum _{i=1}^{s}n_{i}E_{i}=E}
Die Anzahl der Möglichkeiten, bei Vertauschen der Teilchen dieselbe Folge zu erhalten, ist
{\displaystyle W={\frac {N!}{n_{1}!\,n_{2}!\,\cdots n_{s}!}}}
(denn es gibt insgesamt {\displaystyle N!} Vertauschungen, von denen aber jeweils ein Bruchteil {\displaystyle 1/(n_{i}!)} die Vertauschungen innerhalb der i-ten Zelle betrifft, die an der Folge nichts ändern). Nach dem allgemeinen Vorgehen der statistischen Physik ist der Gleichgewichtszustand durch diejenige Folge gegeben, bei der {\displaystyle W} oder auch {\displaystyle \ln W} maximal wird. Nach der Stirling-Formel gilt {\displaystyle \ln(N!)=N\ln N} bis auf Korrekturen der  Ordnung {\displaystyle {\mathcal {o}}(\ln(N))}, die bei den in der Thermodynamik üblichen Teilchzahlen {\displaystyle N\gtrsim 10^{18}} zu vernachlässigen sind. Weiter wird vorausgesetzt, dass auch alle {\displaystyle n_{i}\gg 1}.
{\displaystyle \ln W=\ln N!-\ln n_{1}!-\;\ldots -\ln n_{s}!\approx N\ln N-\sum _{i}n_{i}\ln n_{i}}
Für die gesuchte Verteilung muss gelten, dass Variationen der {\displaystyle n_{i}} um kleine {\displaystyle \delta n_{i}} in linearer Näherung keine Änderung von {\displaystyle \ln W} verursachen, wobei als Nebenbedingungen die Teilchenzahl und die Gesamtenergie konstant bleiben:
{\displaystyle \delta \ln W=-\sum _{i}(\delta n_{i}\ln n_{i}+n_{i}\;\delta \ln n_{i})=-\sum _{i}\delta n_{i}(\ln n_{i}+1)=0} 
{\displaystyle \delta N=\sum _{i}\delta n_{i}=0}
{\displaystyle \delta E=\sum _{i}E_{i}\delta n_{i}=0}
Zur Lösung werden die zweite und dritte Gleichung nach der Methode der Lagrangeschen Multiplikatoren mit Konstanten {\displaystyle \alpha ,\,\beta } multipliziert und zur (negativ genommenen) ersten addiert. In der so entstehenden Summe kann man alle Variationen {\displaystyle \delta n_{i}} als unabhängig voneinander behandeln, weshalb alle Summanden einzeln Null sein müssen:
{\displaystyle \ln n_{i}+1+\alpha +\beta E_{i}=0}.
Daraus folgt:
{\displaystyle n_{i}=\mathrm {e} ^{-\alpha -1}\mathrm {e} ^{-\beta E_{i}}}.
Zur weiteren Bestimmung der Lagrangesche-Multiplikatoren wird zunächst die letzte Gleichung über alle {\displaystyle i} summiert, wobei links die Teilchenzahl {\displaystyle N} herauskommt:
{\displaystyle N=\mathrm {e} ^{-\alpha -1}\sum _{i}\mathrm {e} ^{-\beta E_{i}}=\mathrm {e} ^{-\alpha -1}Z}.
Darin wird
{\displaystyle Z=\sum _{i}\mathrm {e} ^{-\beta E_{i}}}.
als die (kanonische) Zustandssumme bezeichnet. Damit gilt
{\displaystyle {\frac {n_{i}}{N}}={\frac {1}{Z}}\mathrm {e} ^{-\beta E_{i}}}.
Die thermodynamische Bedeutung von {\displaystyle \beta } ist die inverse Temperatur
{\displaystyle \beta ={\frac {1}{k_{\mathrm {B} }T}}}.
Es folgt nämlich wegen der Beziehung {\displaystyle S=k_{\mathrm {B} }\ln W} zwischen der Entropie {\displaystyle S} und der Anzahl der Möglichkeiten {\displaystyle W} aus den obigen Gleichungen
{\displaystyle S=k_{\mathrm {B} }\ln W=k_{\mathrm {B} }N\ln N+k_{\mathrm {B} }\sum _{i}(n_{i}(1+\alpha +\beta E_{i}))=k_{\mathrm {B} }N\ln N+k_{\mathrm {B} }N+k_{\mathrm {B} }N\alpha +k_{\mathrm {B} }\beta E}
und damit
{\displaystyle {\frac {1}{T}}={\frac {\partial S}{\partial E}}=k_{\mathrm {B} }\beta }.
Damit folgt die endgültige Gleichung der Boltzmannstatistik:
{\displaystyle {\frac {n_{i}}{N}}={\frac {1}{Z}}\mathrm {e} ^{-E_{i}/k_{\mathrm {B} }T}}.

### Vereinfachte Herleitung der exponentiellen Form
Annahme: Die Wahrscheinlichkeit, dass ein Zustand mit Energie {\displaystyle E} im thermischen Gleichgewicht besetzt ist, ist durch eine stetige Funktion {\displaystyle W(E)} gegeben. Das Verhältnis der Besetzung von zwei beliebigen Zuständen {\displaystyle E_{1},\,E_{2}} ist dann eine Funktion {\displaystyle f(E_{2},E_{1})}, die wegen der beliebigen Wahl des Energienullpunkts nur von der Energiedifferenz abhängen kann:
{\displaystyle {\frac {W(E_{2})}{W(E_{1})}}=f(E_{1}-E_{2})}.
Betrachten wir jetzt drei Zustände, so ist {\displaystyle {\tfrac {W(E_{3})}{W(E_{1})}}={\tfrac {W(E_{3})}{W(E_{2})}}\cdot {\tfrac {W(E_{2})}{W(E_{1})}}}, also
{\displaystyle f(E_{3}-E_{1})=f(E_{3}-E_{2})\cdot f(E_{2}-E_{1})}.
Diese Funktionalgleichung wird nur von der Exponentialfunktion mit einem freien Parameter {\displaystyle \beta } gelöst:
{\displaystyle f(E)=e^{\beta E}}.
Mithin
{\displaystyle {\frac {W(E_{2})}{W(E_{1})}}=f(E_{1}-E_{2})=e^{\beta (E_{1}-E_{2})}={\frac {e^{-\beta E_{2}}}{e^{-\beta E_{1}}}}},
und es folgt für die Form der gesuchten Funktion das Endergebnis
{\displaystyle W(E)\propto e^{-\beta E}}.
Die Bedeutung des Parameters {\displaystyle \beta } erweist sich, wenn mithilfe dieser Gleichung die Gesamtenergie eines Systems aus vielen Massenpunkten berechnet wird und mit dem Wert gleichgesetzt wird, der für das 1-atomige ideale Gas gilt. Resultat:
{\displaystyle \beta ={\tfrac {1}{k_{B}T}}}

### Herleitung mit dem kanonischen Ensemble
Hierzu siehe Herleitung des Boltzmann-Faktors im betreffenden Artikel.

## Numerische Simulation der Verteilung
Stichproben, die der Boltzmann-Verteilung genügen, werden standardmäßig mit Markov-Chain-Monte-Carlo-Verfahren erzeugt. Insbesondere wurde der Metropolisalgorithmus extra für diesen Zweck entwickelt.

## Anmerkung
1. ↑  Aus dem totalen Differential einer Funktion {\displaystyle g(q_{1},\dots ,q_{n},t)}, also einem Ausdruck der Form {\displaystyle \mathrm {d} g=\sum _{i=1}^{n}{\frac {\partial g}{\partial q_{i}}}\,\mathrm {d} q_{i}+{\frac {\partial g}{\partial t}}\,\mathrm {d} t} , entsteht die gesuchte virtuelle Änderung {\displaystyle \delta g=\sum _{i=1}^{n}{\frac {\partial g}{\partial q_{i}}}\,\delta q_{i}}. Insbesondere gilt hier {\displaystyle \delta (n_{i}\ln n_{i})=(\ln n_{i}+1)\,\delta n_{i}}, wenn {\displaystyle g(q,t)=q\ln q} gewählt wird.